# Архиепископ Йоркский
Архиепи́скоп Йо́ркский (англ. Archbishop of York) — глава церковной провинции Йорк, примас Англии и «младший» из двух английских архиепископов англиканской церкви.
Нынешний, 98-й архиепископ Йоркский — Стивен Коттрелл, бывший епископ Челмсфорда.

## История
Кафедральный собор йоркского архиепископа, Йоркский собор, в центре этого города, его официальная резиденция — дворец в Бишопторпе. В его подчинении находятся 12 англиканских диоцезов церковной провинции Йорк, лежащие севернее Мидлендса, а также диоцезы Саутуэлл (Ноттингемшир) и Содор и Мэн (остров Мэн). Йоркский архиепископ является членом Палаты лордов.

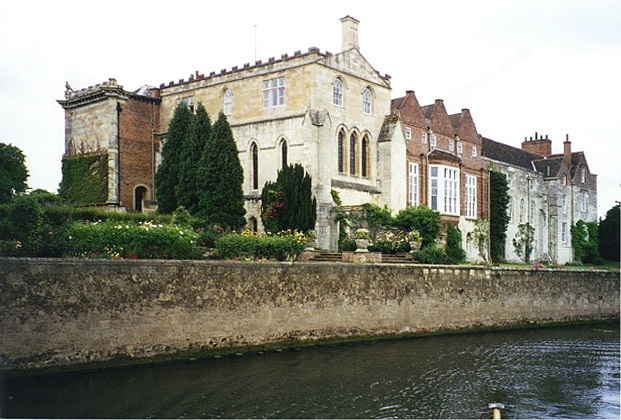
Дворец в Бишопторпе

Епископская кафедра существовала в Йорке ещё во времена кельтской Британии. В частности, епископы из Йорка присутствовали на Арльском (314) и Первом Никейском соборе. С приходом в Британию язычников-англосаксов христианская община в Йорке перестала существовать. Лишь в 664 году, с помазанием Святого Уилфрида, Йорк начал возвращать себе былое значение важного религиозного центра. Первым предстоятелем восстановленного здесь епископства становится святой Паулин. В 735 году Эгберту Йоркскому было пожаловано папой Григорием III церковное звание архиепископа.
В Средневековье происходила постоянная, хоть зачастую и скрытая, борьба за первенство между архиепископами Кентерберийским и Йоркским. В XI веке существовало и сохранялось до 1118 года, например, правило, согласно которому архиепископ Йоркский должен был возводиться в этот сан в Кентерберийском соборе, и при этом давал клятву верности местному архиепископу. В середине XIV столетия папа Иннокентий IV постановил, что первым в Англии должен считаться архиепископ Кентерберийский с титулом «примас всей Англии», архиепископ же Йоркский становился рангом ниже, с титулом «примас Англии».
Некоторые архиепископы Йоркские были также и выдающимися государственными деятелями Англии. Так, среди них было четыре кардинала, 12 лорд-канцлеров Англии, 2 лорда-казначея, а также 8 святых католической церкви.